# Miss Earth győztesek listája
A táblázat a Miss Earth szépségverseny megrendezésének időpontjait, győzteseit és verseny megrendezésének helyét mutatja be a verseny kezdetétől (2001) a legutóbbi versenyig (2010).

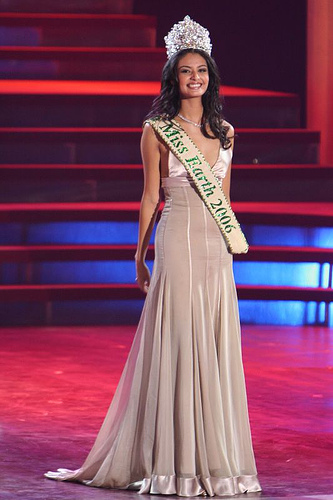
Miss Earth 2006:
Hil Hernandez, Chile

| Dátum              | Versenyzők száma | Győztes                    | Ország         | A verseny helyszíne         |
| ------------------ | ---------------- | -------------------------- | -------------- | --------------------------- |
| 2001. október 28.  | 42               | Catharina Svensen          | Dánia          | Quezon City, Fülöp-szigetek |
| 2002. október 20.  | 53               | Winnie Adah Omwakwe        | Kenya          | Manila, Fülöp-szigetek      |
| 2003. november 9.  | 57               | Dania Prince               | Honduras       | Quezon City, Fülöp-szigetek |
| 2004. október 24.  | 61               | Priscilla Meirelles        | Brazília       | Quezon City, Fülöp-szigetek |
| 2005. október 23.  | 80               | Alexandra Braun Waldeck    | Venezuela      | Quezon City, Fülöp-szigetek |
| 2006. november 26. | 82               | Hil Hernández              | Chile          | Manila, Fülöp-szigetek      |
| 2007. november 11. | 88               | Jessica Trisko             | Kanada         | Manila, Fülöp-szigetek      |
| 2008. november 9.  | 85               | Karla Paula Ginteroy Henry | Fülöp-szigetek | Pampanga, Fülöp-szigetek    |
| 2009. november 22. | 80               | Larissa Ramos              | Brazília       | Boracay, Fülöp-szigetek     |
| 2010. december 4.  | 84               | Nicole Faria               | India          | Nha Trang, Vietnám          |

1. ↑  Az eredeti győztest, a bosnyák Dzejla Glavovicet megfosztották a címétől.